# 미탄초등학교 청옥분교
미탄초등학교 청옥분교는 대한민국 강원특별자치도 평창군 미탄면 회동리 619에 있었던 공립 초등학교이다.

## 연혁
- 1968.09.01 설립인가
- 1969.10.20 미탄국민학교 청옥분교장 개교
- 1996.03.01 미탄초등학교 청옥분교장 교명변경
- 1998.03.01 폐교